# Chellagurki, Bellary
Chellagurki là một làng thuộc tehsil Bellary, huyện Bellary, bang Karnataka, Ấn Độ.